# 501 Urhixidur
501 Urhixidur eller 1903 LB är en asteroid i huvudbältet, som upptäcktes 18 januari 1903 av den tyske astronomen Max Wolf i Heidelberg. Asteroiden har fått sitt namn efter karaktären Urhixidur i Friedrich Theodor Vischers novel Auch Einer.
Asteroiden har en diameter på ungefär 74 kilometer.